# Carlos Heidel Feresin
Carlos Heidel Feresin, noto anche con lo pseudonimo di Dido (Sorocaba, 16 luglio 1928 – San Paolo, 6 settembre 2010), è stato un calciatore brasiliano, di ruolo attaccante.
È scomparso nel 2010 all'età di 82 anni
.

## Carriera
Debutta nel 1944 nell'Atlético Goianiense, squadra guidata dal padre Orlando, che lo fa esordire ancora minorenne; Dido segna due reti nella partita decisiva per il titolo statale.
Nel 1955 l'allenatore della SPAL, Fioravante Baldi viene inviato in Brasile da Paolo Mazza, presidente del sodalizio estense, per cercare un elemento che potesse rafforzare l'attacco biancoazzurro. Baldi viene colpito da Dido e ne caldeggia l'acquisto. Il Brasiliano fa il suo esordio nella Serie A italiana, venendo schierato all'ala destra, il 4 dicembre 1955 in una gara interna vinta dalla SPAL per 1 a 0 sulla Lazio. Segna la sua prima rete nel campionato italiano il 15 gennaio 1956 nel confronto casalingo contro il Padova vinto per 2 a 0 dai ferraresi. Confermato anche nel campionato successivo, gioca nella massima serie italiana sino al 1957, collezionando complessivamente 48 presenze e segnando 4 reti. A fine stagione torna al Guarani, dove aveva già militato nel 1951.

## Palmarès

### Club

#### Competizioni nazionali
- Campionato Goiano: 2

Atlético-GO: 1944, 1947

### Individuale
- Capocannoniere del Campionato Goiano: 1

1947 (17 gol)